# مارکل اتکسبرریا
مارکل اتکسبرریا (انگلیسی: Markel Etxeberria؛ زادهٔ ۱۵ فوریهٔ ۱۹۹۵) بازیکن فوتبال اهل اسپانیا است.
از باشگاه‌هایی که در آن بازی کرده‌است می‌توان به باشگاه فوتبال رئال وایادولید، باشگاه فوتبال اتلتیک بیلبائو بی، و باشگاه فوتبال نومانسیا اشاره کرد.